# 菅原操
菅原 操（すがわら みさお、1927年2月22日 - 2021年）は、日本の運輸官僚。海外鉄道技術協力協会（JARTS）最高技術顧問。極東鋼弦コンクリート振興株式会社（FKK）顧問。日本モノレール協会副会長。日本地下鉄協会リニアメトロ研究委員長。工学博士。

## 来歴・人物
静岡県静岡市出身。1939年、静岡県立静岡中学校入学、四年終了にて1943年、陸軍予科士官学校に入学。翌1944年、陸軍航空士官学校に進み、満州・平安鎮にて訓練を受けた。その地で敗戦を迎え、1945年8月末、帰国、故郷の静岡での大学受験準備を経て、1946年、東京大学第二工学部土木工学科に入学、1949年、同卒業、運輸省入省。1952年6月、鉄道技術研究所。1960年8月、フランス留学。1961年7月、日本国有鉄道東京工事局土木課長。1966年3月、名古屋鉄道管理局施設部長。1967年4月、東京工事局次長。1969年3月、国鉄本社審議室調査役。1970年4月、東京工業大学工学部教授（文部教官）。1974年4月、国鉄に戻り、大阪工事局長。1975年11月、海外鉄道技術協力協会（JARTS）出向イラン事業本部長。1979年4月、国鉄本社施設局長。1980年7月、国鉄常務理事・北海道総局長。1983年7月、国鉄を退職。同年10月、東京理科大学理工学部教授。1988年6月、JARTS理事長。1994年7月、極東鋼弦コンクリート振興株式会社、副社長。1985年、ザイール国騎士勲章、1998年、勲三等瑞宝章。

## 受賞歴
- 1962年 土木学会吉田賞
- 1991年 運輸大臣交通文化賞
- 1998年 土木学会国際貢献賞

## 著書・共著
- 『懸け橋 : 鉄道と海外協力』 菅原操 著 交通新聞社 2005.12
- 『鉄道を巨大地震から守る』 仁杉巖 監修 ; 久保村圭助, 菅原操 編著 山海堂 2000.11
- 『交通特論』 菅原操 著 山海堂1982.9
- 『図解鉄道保線・防災用語事典』 菅原操 編 山海堂1980.9
- 『新交通計画特論 : 地域と交通の調和』 菅原操 著 山海堂 1979.1
- 『交通計画特論 : 総合交通体系への展望』 菅原操 著 山海堂 1970
- 『明日へのアプローチ : 国鉄その再建と将来』 森垣常夫, 菅原操 編著 交通協力会出版部 1970.3
- 『高強度軽量骨材コンクリート』 村田二郎, 菅原操, 宮崎昭二 共著 山海堂 1966
- 『PC工事の施工管理』 菅原操, 野口功 共著 山海堂 1966

## 家族
父：菅原佐賀衛（陸軍少将）